# Epeolus asperatus
Epeolus asperatus (лат.) — вид земляных пчёл-кукушек рода Epeolus из подсемейства Nomadinae (Apidae).

## Распространение
Северная Америка: США, Калифорния.

## Описание
Мелкие слабоопушённые пчёлы, буровато-чёрные, с беловато-жёлтыми отметинами на теле как у ос и рыжевато-красными ногами. Длина менее 1 см (тело 7,8 мм; длина головы 2,0 мм; ширина головы 2,8 мм; длина переднего крыла 5,4 мм). Следующие морфологические признаки в совокупности (исключая те, которые характерны для пола, противоположного диагностируемому) могут быть использованы для отличия E. asperatus от всех других североамериканских Epeolus, кроме Epeolus americanus и Epeolus barberiellus: у самок F2 не более 1,1 × в длину, чем в ширину; мезоскутум имеет отчётливые парамедианные полосы; аксилла маленького или промежуточного размера, не выходит за пределы средней длины мезоскутума, а свободная часть менее 1/4 длины всей медиальной длины аксиллы, и, как и мезоскутум, чёрная; мезоплеврон плотно и равномерно пунктирован; тергит Т1 имеет четырёхугольную дискальную ямку, при дорсальном виде продольная полоса по крайней мере такой же ширины, как ширина апикальной фасции; апикальные фасции Т1 и Т2 прерваны или по крайней мере сильно сужены медиально. Если у E. barberiellus ноги, по крайней мере от голеней до лапок (иногда также вертлуги и бёдра), красновато-оранжевые, а метасомальные тергиты фасциированные, то у E. asperatus ноги коричневые или чёрные, а фасции тергитов T3 и T4 прерваны или по крайней мере сильно сужены латерально, а также медиально в отдельные или узко соединенные овальные участки. Epeolus asperatus наиболее похож на E. americanus, но у E. americanus мезоплеврон имеет более редкие пунктировки вентролатерально, чем у E. asperatus, с блестящими промежутками, а фасции T3 и T4 полные или разделены медиально и/или латерально, но редко в отдельные овальные участки. Клептопаразиты пчёл рода Colletes, в гнёзда которых откладывают свои яйца.  Максиллярные щупики 1-члениковые. 2-й стернит брюшка матовый. У самок на 6-м стерните брюшка расположены ланцетовидные, мелко зазубренные отростки. В переднем крыле три радиомедиальных ячейки, 1-я из них много крупнее 3-й. Вершина радиальной ячейки (по форме она эллиптическая) удалена от переднего края крыла. Задние голени со шпорами.